# TIOBE
TIOBE індекс (рейтинг мов програмування) — показник популярності мов програмування, створений і підтримуваний компанією TIOBE, заснований в Ейндховені, Нідерланди. TIOBE розшифровується «як важливо бути серйозним», яке взято від назви комедії, написаної Оскаром Уайльдом в кінці дев'ятнадцятого століття. Розраховується виходячи з кількості результів запитів до пошукових систем, що містять назву мови. Охоплює пошуки в Google, MSN, Yahoo! , Baidu, Вікіпедії і YouTube. Оновлюється раз на місяць. Поточна інформація надається безкоштовно, але в довгостроковій перспективі статистичних даних за багато років спостережень на продаж. Автори вважають, що воно може бути цінно при прийнятті різних стратегічних рішень. TIOBE фокусується на Тьюрингових мовах, тому він не надає інформацію про популярність, наприклад, HTML.
За даними сайту, TIOBE індекс — це «не про  кращу  мову програмування або мову, на якій  більшість рядків коду  були написані». однак на сайті взагалі стверджують, що кількість вебсторінок може відображати кількість кваліфікованих інженерів, курсів та робочих місць по всій планеті.

## Історія
Індекс TIOBE обчислюється на основі рейтингів мов програмування в пошукових системах. У квітні 2004 року компанія Google провела операцію очищення, щоб позбутись недобросовісних спроб просунутись у пошукових рейтингах. Як наслідок, було велике падіння індексу для таких мов, як Java , C чи С++, але ці мови залишилися у верхній частині таблиці. Щоб уникнути таких коливань, TIOBE тепер використовує декілька пошукових систем.
В серпні 2016 року, C досяг найнижчого рейтингу, оскільки індекс був запущений, але був другою за популярністю мовою після Java і з тих пір обох мовах суттєво пішли вниз, зберігаючи дві верхні позиції.
Нагорода TIOBE - мова програмування року, вручається мові з найбільшим щорічним приростом індексу популярності, наприклад, Go була мовою програмування року у 2016 році.

## Критика
П'єр Карбоньєл у 2012 році, вказав на проблеми з нагородою TIOBE, «мова програмування року», яку отримала мова Objective-C. Він стверджував, що причин для виграшу може бути багато. але пошук вебсторінок з Objective-C, рідко вважаються правдивими. Він пропонує власний індекс PYPL, на основі Google даних. Це показує популярність тенденції з 2004 року, у світі і 5 в різних країнах.